# 天那光汰
天那 光汰（あまな こうた、あまな こーた）は、日本のライトノベル作家。愛媛県出身。

## 経歴・人物
2014年に「異世界に来てみたら何だかやり直せそうなんだが、どうすればいい?」を投稿し、小説家になろうでの執筆を開始している。
同年（2014年）に自身の作品『異世界コンシェルジュ ねこのしっぽ亭 営業日誌』がアルファポリスよりトマリがイラストを務める形で出版され、商業デビューを果たす。
2015年6月には小説投稿サイト「ノクターンノベルズ」で執筆開始した『緋天のアスカ 異世界の少女に最強宝具与えた結果』が書籍化された。
2015年には自身の作品『おひとりさまでした。 アラサー男は、悪魔娘と飯を食う』が第3回なろうコン大賞（現: ネット小説大賞）に入選し、のちにポニーキャニオンから鳥羽雨がイラストを担当する形で書籍化された。

## 書籍一覧

### 小説
『異世界コンシェルジュ〜ねこのしっぽ亭営業日誌〜』小説家になろう 完結
イラスト：トマリ、アルファポリス、全6巻
1. 2014年11月1日発売 ISBN 978-4-434-19992-9
2. 2015年3月24日発売 ISBN 978-4-434-20419-7
3. 2015年6月23日発売 ISBN 978-4-434-20766-2
4. 2015年11月1日発売 ISBN 978-4-434-21337-3
5. 2016年5月1日発売 ISBN 978-4-434-22016-6
6. 2016年9月1日発売 ISBN 978-4-434-22462-1

『おひとりさまでした。〜アラサー男は、悪魔娘と飯を食う〜』小説家になろう 完結
イラスト：烏羽雨、ポニーキャニオン（ぽにきゃんBOOKS）、全1巻
1. 2016年2月3日発売 ISBN 978-4-8652-9190-2

『緋天のアスカ〜異世界の少女に最強宝具与えた結果〜』小説家になろう 連載中
イラスト：218、フロンティアワークス（ノクスノベルス）、全3巻
1. 2016年4月12日発売 ISBN 978-4-86134-872-3
2. 2016年10月12日発売 ISBN 978-4-86134-936-2
3. 2017年6月12日発売 ISBN 978-4-86657-020-4

『異世界堂のミア〜お持ち帰りは亜人メイドですか?〜』小説家になろう 連載中
イラスト：おしおしお、宝島社、全1巻
1. 2017年6月24日発売 ISBN 978-4-8002-7280-5

『最弱種族の俺が魔王ガチャで引かれる確率』N-Star（小説家になろう公式） 完結
イラスト：218、フロンティアワークス（ノクスノベルス) 、全1巻
1. 2018年10月12日発売 ISBN 978-4-86657-190-4

『剣聖の称号を持つ料理人』小説家になろう 連載中
イラスト：中野一、KADOKAWA（角川スニーカー文庫）、既刊1巻（2019年1月31日現在）
1. 2019年1月31日発売 ISBN 978-4-0410-7971-3

### 漫画
『幻想グルメ〜健康で文化的な最低限度の異世界生活〜』小説家になろう 連載
作画：おつじ スクウェア・エニックス〈ガンガンコミックスONLINE〉、『ガンガンONLINE』連載、全7巻
『異世界堂のミア〜お持ち帰りは亜人メイドですか?〜』（書籍のコミカライズ）
作画：いつき楼 講談社〈コミッククリエイトコミック〉、『コミクリ!』連載、全2巻
1. 2020年3月31日発売 電子書籍のみ
2. 2020年8月31日発売 電子書籍のみ

『剣聖の称号を持つ料理人』（書籍のコミカライズ）
作画：海田ゆた マッグガーデン〈マッグガーデンコミックスBeat'sシリーズ〉、『MAGCOMI』2020年1月30日 - 2024年8月2日、全8巻
1. 2020年7月14日発売 ISBN 978-4-8000-0998-2
2. 2021年2月13日発売 ISBN 978-4-8000-1051-3
3. 2021年7月14日発売 ISBN 978-4-8000-1115-2
4. 2022年2月14日発売 ISBN 978-4-8000-1179-4
5. 2022年9月14日発売 ISBN 978-4-8000-1246-3
6. 2023年4月14日発売 ISBN 978-4-8000-1324-8
7. 2023年12月14日発売 ISBN 978-4-8000-1405-4
8. 2024年9月13日発売 ISBN 978-4-8000-1499-3

『金装のヴェルメイユ〜崖っぷち魔術師は最強の厄災と魔法世界を突き進む〜』（漫画原作）
作画：梅津葉子 スクウェア・エニックス〈ガンガンコミックス〉、『月刊少年ガンガン』2017年10月号読切、2018年9月号 - 連載、既刊9巻
『おひとりさまでした。〜アラサー男は、悪魔娘と飯を食う〜』（書籍のコミカライズ）
作画：いつき楼、講談社〈モーニング KC〉、『コミックDAYS』2021年11月11日 - 2022年12月1日連載、全2巻
1. 2022年3月9日発売 ISBN 978-4-0652-6799-8
2. 2023年2月8日発売 ISBN 978-4-06-530755-7

『この勇者、元魔王につき』（漫画原作）
作画：雨本明之、構成：沢田ふろぺ、スクウェア・エニックス〈ガンガンコミックス〉、『月刊少年ガンガン』2022年2月号 - 2023年7月号連載、全4巻
1. 2022年6月10日発売 ISBN 978-4-7575-7961-3
2. 2022年11月11日発売 ISBN 978-4-7575-8250-7
3. 2023年5月11日発売 ISBN 978-4-7575-8568-3
4. 2023年8月10日発売 ISBN 978-4-7575-8724-3

『異世界チートブレイカーズ』（漫画原作）
漫画：ささきゆうちゃん、スクウェア・エニックス〈ガンガンコミックス〉、『月刊少年ガンガン』2023年2月号 - 2024年2月号連載、全2巻
1. 2023年9月12日発売 ISBN 978-4-7575-8788-5
2. 2024年3月12日発売 ISBN 978-4-7575-9096-0